# Associatie van klokjesgentiaan en borstelgras
De associatie van klokjesgentiaan en borstelgras (Gentiano pneumonanthes-Nardetum) is een associatie uit het verbond van heischrale graslanden (Violion caninae). Het is een plantengemeenschap die te vinden is als stroken of als inslaggemeenschap in andere schrale vegetatie zoals natte heiden, met een combinatie van grassen, grasachtige planten en kleinbloemige kruiden.

## Naamgeving en codering
| Gentiano pneumonanthes-Nardetum strictae Prsg 1950 nom. inv. |

- Syntaxoncode voor Nederland (rVvN): r19Aa02
- Natura2000-habitattypecode (EU-code): H6230
- BWK-karteringscode: hmo

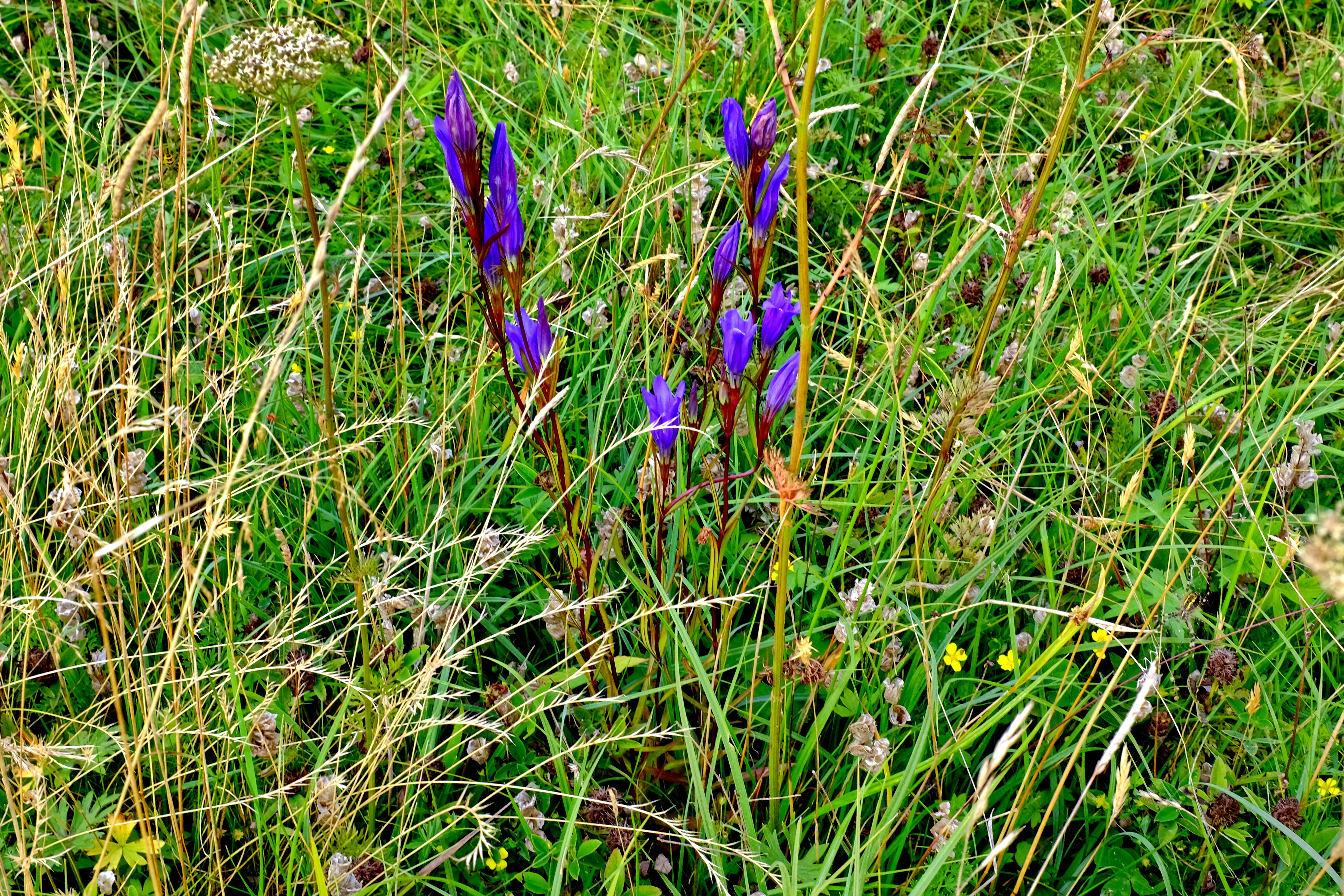
Een close-up van de associatie met onder andere de naamgevende soorten klokjesgentiaan en borstelgras.

De wetenschappelijke naam Gentiano pneumonanthes-Nardetum is afgeleid van de botanische namen van twee opvallende soorten voor de associatie, de klokjesgentiaan (Gentiana pneumonanthe) en borstelgras (Nardus stricta).

## Fysiognomie
Begroeiingen van de associatie van klokjesgentiaan en borstelgras zijn van het verbond het meest heideachtig. Ze bezitten soms een (beperkte) boomlaag en de kruidlaag heeft verscheidene soorten dwergstruiken.
De kruidlaag is zeer goed ontwikkeld en wordt gedeeld door verscheidene grassen en grasachtige planten, en kleinbloemige overblijvende kruiden.
De moslaag is in vergelijking met de andere associaties van het verbond goed ontwikkeld.

## Ecologie
Deze plantengemeenschap vindt men vooral in stroken of vlekken binnen andere schrale vegetatie, zoals natte heide of blauwgraslanden. Ze komt voor op vochtige tot natte, moerige of venige plaatsen op kalkarm, lemig zand of op veen.
De grondwaterspiegel is ten minste een deel van het jaar hoog, maar kan in droge perioden tot meer dan een meter onder het maaiveld dalen. Het grondwater zorgt voor een relatief hoge basenverzadiging.

## Subassociaties in Nederland en Vlaanderen
Van de associatie van klokjesgentiaan en borstelgras worden in Nederland en Vlaanderen drie subassociaties onderscheiden met een duidelijk gescheiden verspreidingsgebied. Er werden provisoire namen aan toegekend, die nog niet in de literatuur getoetst zijn op geldigheid.

### Subassociatiegentianetosum
Deze subassociatie komt enkel in de Kempen voor en heeft als belangrijkste begeleidende soorten klokjesgentiaan, trekrus, ronde zonnedauw, stekelbrem en borstelgras. Buiten de Kempen is klokjesgentiaan nauwelijks te vinden.

### Subassociatieericetosum cinereae
Een subassociatie die eerder atlantisch gericht is, met vooral rode dophei, valse salie, brem, mannetjesereprijs, stijve ogentroost, gewone brunel, kleine klaver, smalle weegbree, heermoes en witte klaver.

### Subassociatietypicum
De derde voorgestelde subassociatie is negatief gedifferentieerd, maar heeft een relatieve hoge presentie van zandstruisgras.

## Verspreiding
Het verspreidingsgebied van de associatie van klokjesgentiaan en borstelgras is beperkt tot Vlaanderen, Nederland en het noorden en westen van Duitsland.
In Nederland is deze associatie beperkt tot de hogere zandgronden, met een verspreidingsgebied dat overeenkomt met dat van de natte heiden.
In Vlaanderen is ze vooral bekend van de Kempen en de Vlaamse zandstreek.

## Diagnostische taxa voor Nederland en Vlaanderen
Deze associatie heeft voor Nederland als kensoorten het heidekartelblad en de liggende vleugeltjesbloem, voor Vlaanderen komt daar ook nog tweenervige zegge bij. Ondanks de wetenschappelijke naam is klokjesgentiaan geen kensoort; deze plant komt ook voor in natte heiden en in blauwgrasland. Verder vinden we in deze associatie in verhouding veel dwergstruiken, vooral gewone dophei en struikhei. Van grassen vinden we onder andere pijpenstrootje, tandjesgras, borstelgras en fijn schapengras, terwijl de kleinbloemige kruiden vertegenwoordigd worden door onder andere tormentil, blauwe knoop en welriekende nachtorchis.
Ze onderscheidt zich van de andere associaties binnen het verbond door de aanwezigheid van de gevlekte orchis, die in deze vegetatie een optimum heeft, de klokjesgentiaan, gewone dophei, het pijpenstrootje, blauwe zegge, blauwe knoop en moerasstruisgras.
In de onderstaande tabel staan de belangrijkste ken- en begeleidende plantentaxa van de associatie van klokjesgentiaan en borstelgras voor Nederland en Vlaanderen.
Kruidlaag
| Kentaxon | Diff.soort | Abundantie | Triviale naam             | Botanische naam                       | Opmerking                         | Afbeelding |
| -------- | ---------- | ---------- | ------------------------- | ------------------------------------- | --------------------------------- | ---------- |
| kA       |            | A          | heidekartelblad           | Pedicularis sylvatica                 |                                   |            |
| kA       |            | O          | liggende vleugeltjesbloem | Polygala serpyllifolia                |                                   |            |
| kV       |            |            | tweenervige zegge         | Carex binervis                        | in Vlaanderen                     |            |
| kV       |            | O          | welriekende nachtorchis   | Platanthera bifolia                   |                                   |            |
| kV       |            | Z          | stijve ogentroost         | Euphrasia stricta                     |                                   |            |
| kV       |            | Z          | hondsviooltje             | Viola canina                          |                                   |            |
| kV       |            | Z          | rozenkransje              | Antennaria dioica                     |                                   |            |
| kV       |            | Z          | mannetjesereprijs         | Veronica officinalis                  |                                   |            |
| kV       |            | Z          | gelobde maanvaren         | Botrychium lunaria                    |                                   |            |
| kK       |            | D          | tormentil                 | Potentilla erecta                     |                                   |            |
| kK       |            | A          | tandjesgras               | Danthonia decumbens                   |                                   |            |
| kK       |            | F          | borstelgras               | Nardus stricta                        |                                   |            |
| kK       |            | Z          | valkruid                  | Arnica montana                        |                                   |            |
|          | dA         | D          | pijpenstrootje            | Molinia caerulea                      |                                   |            |
|          |            | A          | fijn schapengras          | Festuca filiformis                    |                                   |            |
|          | dA         | A          | blauwe zegge              | Carex panicea                         |                                   |            |
|          | dA         | F          | klokjesgentiaan           | Gentiana pneumonanthe                 | subassociatie gentianetosum       |            |
|          | dA         | F          | blauwe knoop              | Succisa pratensis                     |                                   |            |
|          |            | F          | gewoon reukgras           | Anthoxanthum odoratum                 |                                   |            |
|          | dA         | A          | gewone dophei             | Erica tetralix                        |                                   |            |
|          |            | A          | struikhei                 | Calluna vulgaris                      |                                   |            |
|          |            | F          | kruipwilg                 | Salix repens                          |                                   |            |
|          |            | O          | sporkehout                | Frangula alnus                        |                                   |            |
|          | dS         | O          | stekelbrem                | Genista anglica                       | subassociatie gentianetosum       |            |
|          | dS         |            | gewone brem               | Cytisus scoparius                     | subassociatie ericetosum cinereae |            |
|          | dA         | O          | moerasstruisgras          | Agrostis canina                       |                                   |            |
|          |            | O          | pilzegge                  | Carex pilulifera                      |                                   |            |
|          | dA         | O          | gevlekte orchis           | Dactylorhiza maculata subsp. maculata |                                   |            |
|          | dS         | O          | trekrus                   | Juncus squarrosus                     | subassociatie gentianetosum       |            |
|          |            | O          | zwarte zegge              | Carex nigra                           |                                   |            |
|          |            | O          | gewoon biggenkruid        | Hypochaeris radicata                  |                                   |            |
|          |            | O          | gewoon struisgras         | Agrostis capillaris                   |                                   |            |
|          |            | O          | veelbloemige veldbies     | Luzula multiflora                     |                                   |            |
|          |            | O          | gestreepte witbol         | Holcus lanatus                        |                                   |            |
|          |            | O          | gewone veldbies           | Luzula campestris                     |                                   |            |
|          |            | O          | liggend walstro           | Galium saxatile                       |                                   |            |
|          |            | O          | veldrus                   | Juncus acutiflorus                    |                                   |            |
|          | dS         | O          | ronde zonnedauw           | Drosera rotundifolia                  | subassociatie gentianetosum       |            |
|          |            | O          | stijf havikskruid         | Hieracium laevigatum                  |                                   |            |
|          |            | O          | kale jonker               | Cirsium palustre                      |                                   |            |
|          |            | O          | moerasrolklaver           | Lotus pedunculatus                    |                                   |            |
|          | dS         |            | rode dophei               | Erica cinerea                         | subassociatie ericetosum cinereae |            |
|          | dS         |            | valse salie               | Teucrium scorodonia                   | subassociatie ericetosum cinereae |            |
|          | dS         |            | gewone brunel             | Prunella vulgaris                     | subassociatie ericetosum cinereae |            |
|          | dS         |            | kleine klaver             | Trifolium dubium                      | subassociatie ericetosum cinereae |            |
|          | dS         |            | smalle weegbree           | Plantago lanceolata                   | subassociatie ericetosum cinereae |            |
|          | dS         |            | heermoes                  | Equisetum arvense                     | subassociatie ericetosum cinereae |            |
|          | dS         |            | witte klaver              | Trifolium repens                      | subassociatie ericetosum cinereae |            |
|          | dS         |            | zandstruisgras            | Agrostis vinealis                     | subassociatie typicum             |            |
|          |            | O          | zachte berk               | Betula pubescens                      | zaailing/opslag                   |            |
|          |            | O          | zomereik                  | Quercus robur                         | zaailing/opslag                   |            |

Moslaag
| Kentaxon | Diff.soort | Abundantie | Triviale naam     | Botanische naam            | Opmerking | Afbeelding |
| -------- | ---------- | ---------- | ----------------- | -------------------------- | --------- | ---------- |
|          |            | O          | heideklauwtjesmos | Hypnum jutlandicum         |           |            |
|          |            | O          | groot laddermos   | Pseudoscleropodium purum   |           |            |
|          |            | O          | gewoon haakmos    | Rhytidiadelphus squarrosus |           |            |

## Bedreiging en bescherming
Deze associatie zal bij gebrek aan beheer door natuurlijke successie evolueren tot een struweel. Toe te passen beheermaatregelen zijn maaien (beheer als hooiland) met nabegrazing of continue, extensieve begrazing. Te intensief bemaaien, plaggen of branden kan echter leiden tot een grotere dominantie van pijpenstrootje, waarbij de kwetsbare soorten verdwijnen en enkel een rompgemeenschap overblijft. Andere bedreigingen zijn de drie V's verdroging, vermesting en verzuring.
De associatie van klokjesgentiaan en borstelgras kan ontstaan uit de associatie van gewone dophei, vooral uit de subassociatie met gevlekte orchis door maaien, branden of begrazing.

## Biologische Waarderingskaart
In de Biologische Waarderingskaart (BWK) van Vlaanderen en het Brussels Hoofdstedelijk Gewest is deze associatie opgenomen als vochtig heischraal grasland (hmo).
Dit vegetatietype staat gewaardeerd als 'biologisch zeer waardevol'.